# مایک بیبی
مایک بیب (به انگلیسی: Mike Beebe) فرماندار ایالت آرکانزاس از حزب دموکرات ایالات متحده آمریکا که در تاریخ ۹ ژانویه ۲۰۰۷ میلادی به عنوان فرماندار انتخاب شد و تا سال ۲۰۱۵ در این سمت باقی ماند.